# Ornotus
Genre
Ornotus est un genre d'opilions laniatores de la famille des Cosmetidae.

## Distribution
Les espèces de ce genre sont endémiques du Mexique.

## Liste des espèces
Selon World Catalogue of Opiliones (30/07/2021) :
- Ornotus circumlineatus (Goodnight & Goodnight, 1953)
- Ornotus pelaezi Goodnight & Goodnight, 1942

## Publication originale
- Goodnight & Goodnight, 1942 : « Phalangida from Mexico. » American Museum Novitates, no 1211, p. 1–18 (texte intégral).